# 林良材
林良材（1909年—1979年11月13日），又名林樑材、林良才、林梁材，台北人，台灣共產黨員、台湾民主自治同盟理事，同志社高商畢業，台北地區社會運動者，協助成立中國共產黨台灣省工作委員會，二二八事件後加入中國共產黨在台成立中國共產黨台北市工作委員會，1946年被政府通緝逃往香港與謝雪紅、楊克煌等人籌設臺灣民主自治同盟，1978年任第五屆全國人大代表，1979年病逝於廣州。。

## 生平

### 早年
1909年，林良材出生於台北市永樂町，父親林等在萬華地區經營商行，家境富裕，1930年林良材畢業於京都同志社高商，林良材雖出身富裕家庭卻受到社會主義影響加入共產黨，當時台灣文化協會已由左派掌握成為新文協，林良材加入台灣共產黨時正好碰到全台大搜捕，1931年林良材與廖瑞發等人籌議再建台灣共產黨，不久後被捕，與林殿烈關在同一間牢房，經常受到嚴刑拷打，1934年3月總督府當局對台灣共產黨員進行公審，林良材被判刑兩年，1936年11月出獄。出獄後林良材進入父兄經營的商行工作，並在三重埔經營襯衫工廠，經常往來香港與台灣之間。
1945年10月25日中華民國政府接管台灣，林良材返台，聯繫舊日台灣共產黨人張朝基、陳義農、廖瑞發等人，1946年中國共產黨派遣蔡孝乾來台透過廖瑞發聯繫舊日台灣共產黨人，林良材、郭琇琮、陳義農、楊克村等前往楊老朝家聚會，成立中國共產黨台灣省工作委員會，並與郭琇琮、廖瑞發成立中國共產黨台北市工作委員會，吸收陳子胥、蔡汝鑫、許希寬等加入，仲介李舜雨與李偉光接觸，持續發展組織。

### 二二八事件
1947年二二八事件爆發，3月1日，李喬松、謝富、楊克煌、謝雪紅等在台中戲院召開群眾大會，憤怒群眾在其帶領下包圍了縣市政府及警局，林日高、林良材則在板橋地區發動武裝暴動，林日高、郭國基遭逮捕，後獲判無罪，4月魏道明任台灣省主席，四千多參與暴動的人員全數釋放，1947年6月林良材因藏匿武器遭到當局通緝，前往嘉義躲避，該批武器後來為張志忠、王添使用，同年，林良材、蘇新、王萬得、謝雪紅、潘欽信等人陸續離開台灣前往香港或大陸。

### 晚年
1947年，林良材與妻子柯秀英躲避香港，以「大春行」為聯絡據點，年底謝雪紅、楊克煌、詹以昌等人發起成立臺灣民主自治同盟，1948年，林良材加入臺灣民主自治同盟擔任理事，1949年5月轉入臺灣民主自治同盟華北支部，進入華北軍政大學學習。
文化大革命爆發林良材遭到批鬥，1976年獲得平反，1978年2月林良材獲選為第五屆全國人大代表及臺盟上海市支部副主任委員，1979年11月13日病逝於廣州。